# Xian de Lintan
Le xian de Lintan (临潭县 ; pinyin : Líntán Xiàn) est un district administratif de la province du Gansu en Chine. Il est placé sous la juridiction de la préfecture autonome tibétaine de Gannan.

## Démographie
La population du district était de 148 722 habitants en 1999.